# Goldener Ehrenbär

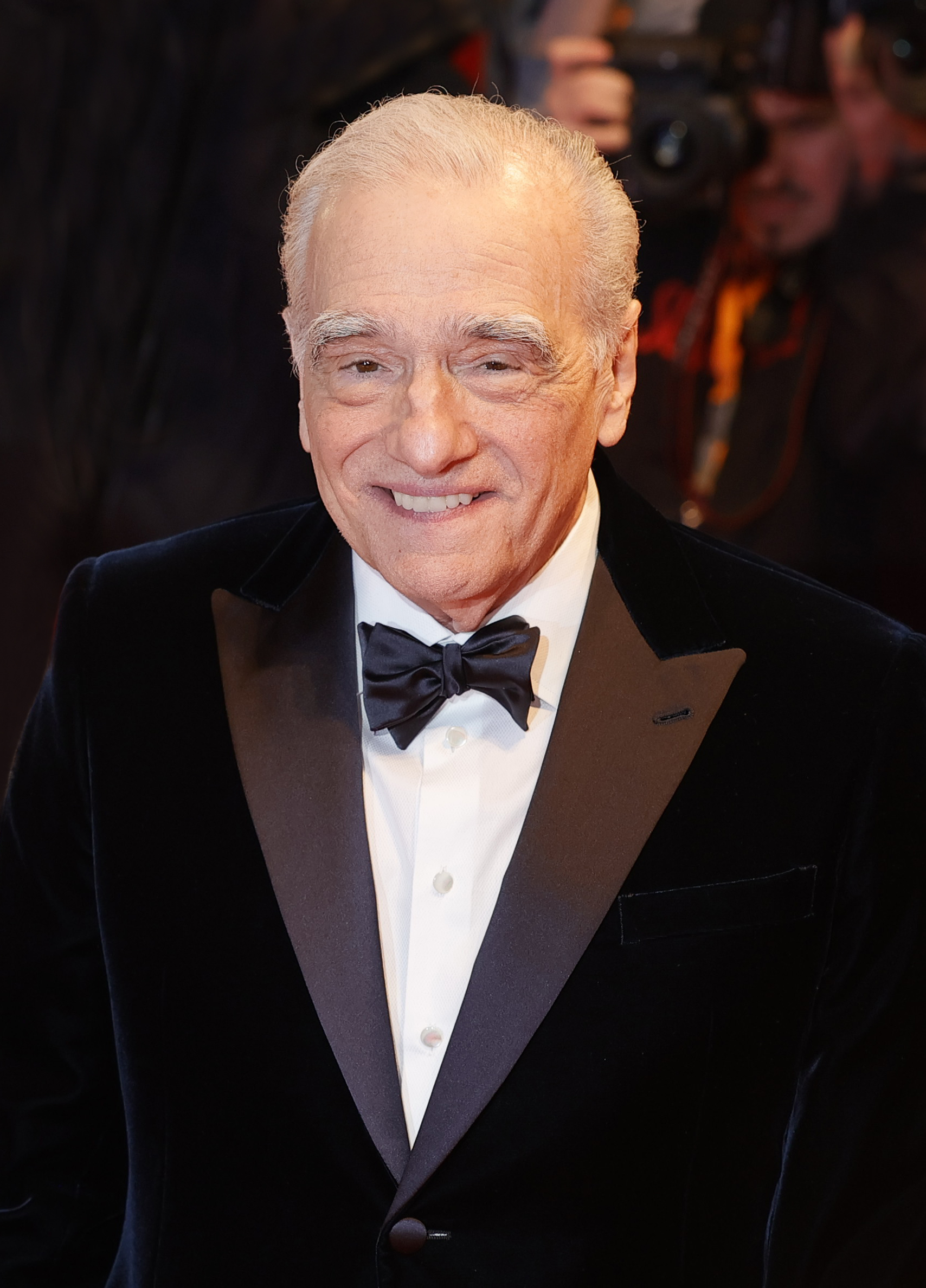
Martin Scorsese bei der Preisverleihung 2024

Der Goldene Ehrenbär ist eine Auszeichnung der Internationalen Filmfestspiele in Berlin, die für verdiente Filmkünstler und deren Lebenswerk vergeben wird. Erstmals wurde die von der Bildhauerin Renée Sintenis gestaltete Figur 1982 vergeben, dann von 1988 bis 1990 und seit 1993, mit Ausnahme von 2021, jährlich. Der Preisträger wird bereits vor dem jeweiligen Festival von der Festivalleitung bekannt gegeben.

## Liste der Preisträger
- 1982: James Stewart
- 1988: Alec Guinness
- 1989: Dustin Hoffman
- 1990: Oliver Stone
- 1993: Billy Wilder und Gregory Peck
- 1994: Sophia Loren
- 1995: Alain Delon
- 1996: Jack Lemmon und Elia Kazan
- 1997: Kim Novak
- 1998: Catherine Deneuve
- 1999: Shirley MacLaine
- 2000: Jeanne Moreau
- 2001: Kirk Douglas
- 2002: Claudia Cardinale und Robert Altman
- 2003: Anouk Aimée
- 2004: Fernando Solanas
- 2005: Im Kwon-taek und Fernando Fernán Gómez
- 2006: Ian McKellen und Andrzej Wajda
- 2007: Arthur Penn
- 2008: Francesco Rosi
- 2009: Maurice Jarre
- 2010: Wolfgang Kohlhaase und Hanna Schygulla
- 2011: Armin Mueller-Stahl
- 2012: Meryl Streep
- 2013: Claude Lanzmann
- 2014: Ken Loach
- 2015: Wim Wenders
- 2016: Michael Ballhaus
- 2017: Milena Canonero
- 2018: Willem Dafoe
- 2019: Charlotte Rampling
- 2020: Helen Mirren
- 2021: aufgrund der COVID-19-Pandemie keine Vergabe[1]
- 2022: Isabelle Huppert
- 2023: Steven Spielberg
- 2024: Martin Scorsese
- 2025: Tilda Swinton[2]